# Русское ботаническое общество
Ру́сское ботани́ческое о́бщество (РБО) — российское научное общество Российской академии наук, объединяющее учёных-ботаников.
Основано в 1915 году, находится в Санкт-Петербурге, улица профессора Попова, дом 2.

## История
Инициаторами создания общества стали в апреле 1915 года киевские ботаники С. Г. Навашин, Е. Ф. Вотчал и А. В. Фомин, которые от имени Киевского общества естествоиспытателей обратились к действительным членам Академии наук А. С. Фаминцыну и И. П. Бородину с письменной просьбой содействовать созыву при Академии наук съезда представителей русских ботанических учреждений с целью организации Русского ботанического общества и специального ботанического журнала. И в мае 1915 года общее собрание Академии наук дало согласие на проведение такого съезда.
Учредительный съезд общества прошёл 20—21 декабря 1915 года в Петрограде. В нём приняли участие представители 26 из 37 ботанических учреждений разных городов России. Съезд учредил Русское ботаническое общество (РБО) с местопребыванием его в Петрограде и принял его устав (утверждён Академией наук 3 марта 1916 года).
14 мая 1916 года на заседании членов-учредителей в общество было принято 103 ведущих ботаника. В декабре состоялось годичное собрание, на котором были избраны первый совет РБЛ, ревизионная комиссия и редколлегия. В состав совета вошли почётный президент А. С. Фаминцын, президент И. П. Бородин, товарищи президента С. Г. Навашин и В. И. Палладин, а также В. Л. Комаров, С. П. Костычев, В. А. Траншель, главный секретарь Н. А. Буш и казначей В. Н. Сукачёв, были избраны члены Совета и секретари от ряда городов: М. И. Голенкин и Л. И. Курсанов (Москва), Е. Ф. Вотчал и Н. Г. Холодный (Киев), В. М. Арнольди и М. А. Алексенко (Харьков), Я. С. Медведев и Ю. Н. Воронов (Тифлис), В. М. Арциховский и Г. Г. Боссе (Новочеркасск), Б. Б. Гриневецкий и Г. А. Боровиков (Одесса), В. В. Сапожников и Н. Н. Лавров (Томск). Также были созданы две постоянные комиссии: флористическая (председатель Н. А. Буш) и по стационарному исследованию растительности России (председатель — В. Н. Сукачёв, в 1922 году переименована в Комиссию по изучению растительности России). Был основан гербарий Гербарий Биолого-почвенного института ДВО РАН, который организовали В. Л. Комаров и Е. Н. Клобукова-Алисова. И. П. Бородин основал «Журнал Русского ботанического общества», который выходил до 1931 года.
В 1915—1932 годах общество называлось Русское ботаническое общество (существовало при Академии наук), в 1932—1945 годах — Государственное Всероссийское ботаническое общество (находилось в ведении Наркомпроса РСФСР), в 1945—1994 годах — Всесоюзное ботаническое общество (ВБО, при Академии наук СССР), с 1994 года и поныне — Русское ботаническое общество.

### Руководство
Руководство РБО осуществляют Президент, Почётный президент, вице-президенты, учёный секретарь и члены Совета общества.
Президенты по годы назначения:
- 1916 — Бородин, Иван Парфеньевич
- 1930 — Комаров, Владимир Леонтьевич
- 1946 — Сукачёв, Владимир Николаевич
- 1963 — Лавренко, Евгений Михайлович
- 1973 — Тахтаджян, Армен Леонович
- 1991 — Камелин, Рудольф Владимирович
- 2016 — Аверьянов, Леонид Владимирович

## Структура
В конце 1969 году ВБО насчитывало свыше 5000 действительных членов. ВБО в советское время имело 49 отделений (в том числе во всех союзных республиках), секции и постоянные комиссии. В 1988 году в обществе состояло 8000 ботаников единой страны, а в 1991 году от Общества фактически отпали все республиканские организации (более 4200 членов).
Отделения
В 2009 году в РБО действовало 45 региональных отделений.
Секции
- Альгологическая секция
- Комиссия им. Л. А. Иванова по анатомии, физиологии и экологии древесных растений.
- Комиссия по биологическому разрушению материалов.
- Бриологическая комиссия.
- Секция болотоведения.
- Секция ботанического ресурсоведения и интродукции растений.
- Комиссия по изучению макромицетов.
- Комиссия по охране растительности
- Комиссия по исследованию полового размножения растений.
- Комиссия по дендроиндикации природных процессов.
- Секция по классификации, картографированию и районированию растительности.
- Секция культурных растений.
- Секция лесоведения и дендрологии.
- Лихенологическая секция.
- Микологическая секция.
- Секция анатомии и морфологии.
- Научно-педагогическая секция.
- Номенклатурная секция.
- Комиссия по охране растительности.
- Палинологическая секция.
- Секция палеоботаники.
- Секция Экологической физиологии растений.
- Секция флоры и растительности.
- Секция по эмбриологии и репродуктивной биологии растений.
- Секция кариологии, кариосистематики и молекулярной систематики растений.

## Съезды и конференции

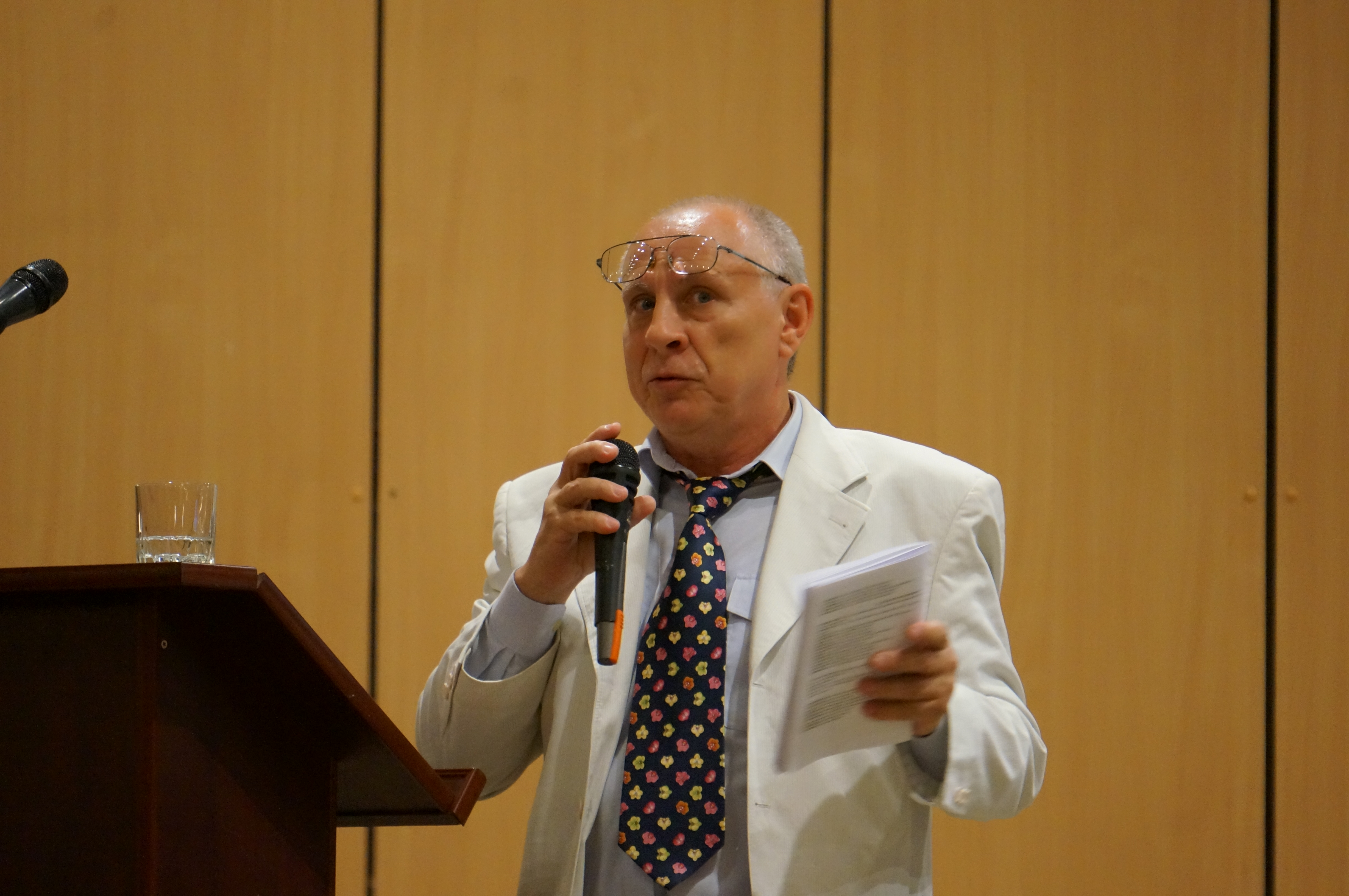
На 13 съезде РБО

РБО и ВБО проводило всесоюзные ботанические съезды (1921, 1926, 1928, …), делегатские съезды (1950, 1957, 1963, 1969, …) и много тематических и региональных конференций и совещаний: Всесоюзные совещания по объёму вида и внутривидовой систематике (1967), по охране ботанических объектов (1968), по проблемам флоры и растительности высокогорий (1968, 1971, 1974, 1977), по классификации растительности (1967, 1971, 1974, 1977), по применению математических методов в геоботанике (1969, 1971, 1974, 1977), общие собрания, посвященные памяти А. Ф. Флерова (1972), Б. А. Федченко (1973), В. И. Вернадского (1977).
- 1921 — Первый Всероссийский съезд ботаников (25 сентября — 5 октября), Петроград, около 350 участников.
- 1926 — II съезд РБО, Москва
- 1928 — III съезд РБО, Ленинград
- 1950 — I Делегатский съезд Общества, [где?]
- 1957 — II Делегатский съезд Общества, Ленинград
- 1963 — III Делегатский съезд Общества, Ленинград
- 1969 — IV Делегатский съезд ВБО, Тбилиси
- 1973 — V Делегатский съезд ВБО, Киев
- 1978 — VI Делегатский съезд ВБО, Кишинёв
- 1983 — VII Делегатский съезд ВБО, Донецк
- 1988 — VIII делегатский съезд ВБО, Алма-Ата
- 1993 — I (IX) Делегатский съезд РБО, Ульяновск
- 1998 — II(X) Делегатский съезд РБО, Санкт-Петербург
- 2003 — XI Делегатский съезд РБО, Новосибирск, Барнаул
- 2008 — XII Делегатский съезд РБО, Петрозаводск[5]
- 2013 — XIII Делегатский съезд РБО, Тольятти.
- 2018 — XIV Делегатский съезд РБО, Махачкала[6][7].

## Журналы общества
Общество издаёт журналы, сборники трудов и монографии (в том числе многотомную «Флору Западной Сибири» П. Н. Крылова).
- с 1916 — Ботанический журнал
- с 1950 — Книжная серия Проблемы ботаники
- Ботанический вестник